# Heinz Reichert
Heinz Reichert (Vienna, 27 dicembre 1877 – Los Angeles, 16 novembre 1940) è stato un librettista austriaco, tra i più ricercati del suo tempo. Fu noto soprattutto per essere l'autore di molti famosi libretti di operette.

## Biografia
Heinz Reichert nacque nel 1877 a Vienna; era il figlio di un farmacista. Pubblicò i suoi primi drammi abbastanza giovane. In collaborazione con Fritz Grünbaum, Fred Heller, Victor Léon, Rudolf Österreicher e soprattutto con Alfred Maria Willner, fu uno dei librettisti più ricercati del suo tempo.
Reichert è noto soprattutto per essere l'autore di molti famosi libretti di operette. Scrisse diversi libretti di successo per le operette di Franz Lehár, in particolare in collaborazione con Alfred Maria Willner. I due collaborarono anche a fortunati adattamenti di musiche di Schubert (come Das Dreimäderlhaus) e di Johann Strauss padre e figlio (come Walzer aus Wien). Willner e Reichert furono inoltre i librettisti incaricati per l'opera di Giacomo Puccini La rondine, che fu successivamente adattata da Giuseppe Adami.
Con diversi altri coautori realizzò libretti per pasticci con musiche di Leo Fall e Richard Heuberger.
Nel 1928 Reichert divenne membro del consiglio direttivo della Società viennese degli autori, compositori ed editori musicali. Nel 1938 dovette emigrare negli Stati Uniti e trascorse gli ultimi anni della sua vita a Hollywood. Morì nel 1940 a Los Angeles.

## Opere
- Skandal im Schloß
- Die Hochzeitsreise
- Paprika
- Ein Liebestraum
- Zaza
- Jou Jo
- Das Dreimäderlhaus, singspiel in 3 atti, con Alfred Maria Willner, musica di Heinrich Berté, 1916
- Die schöne Saskia, con Alfred Maria Willner, musica di Oskar Nedbal, 1917; prima esecuzione 16 novembre 1917, Carltheater, Vienna
- La rondine (Die Schwalbe, opera), con Alfred Maria Willner, musiche di Giacomo Puccini, 1917
- Dove canta l'allodola... (Wo die Lerche singt), operetta in tre atti, con Alfred Maria Willner, musica di Franz Lehár, 1918; testo italiano di Arturo Franci, 1920.
- Frasquita, con Alfred Maria Willner, musica di Franz Lehár, 1922.
- Donna Gloria, operetta in 3 atti (1925), con Viktor Léon; musiche di Oskar Nedbal; prima esecuzione 30 dicembre 1925, Carltheater, Vienna
- Der Zarewitsch, con Béla Jenbach, musica di Franz Lehár, 1927
- Das gnädige Fräulein (con Fritz Grünbaum)
- Der gelbe Karpfen (con Fritz Grünbaum)
- Madame Flirt (con Fritz Grünbaum)
- Walzer aus Wien, singspiel pasticcio in tre atti, con Alfred Maria Willner e Ernst Marischka, su musica di Johann Strauss (figlio), arrangiata da Erich Wolfgang Korngold e Julius Bittner, 1930.

## Filmografia
- Il Dreimäderlhaus. Il romanzo rosa di Schubert, regia di Richard Oswald (1918). Basato sull'operetta Das Dreimäderlhaus.
- Zarevitch (Der Zarewitsch), regia di Jacob Fleck, Luise Fleck (1929). Basato sull'operetta Der Zarewitsch.
- Zarevitch (Der Zarewitsch), regia di Victor Janson (1933). Basato sull'operetta Der Zarewitsch.
- Sinfonia d'amore (Blossom Time), regia di Paul L. Stein (1934). Basato sull'operetta Das Dreimäderlhaus.
- Drei Mäderl um Schubert, regia di E. W. Emo (1936). Basato sull'operetta Das Dreimäderlhaus.
- Der Zarewitsch, regia di Arthur Maria Rabenalt (1954). Basato sull'operetta Der Zarewitsch.
- Wo die Lerche singt, regia di Hans Wolff (1956). Basata sull'operetta Dove canta l'allodola.
- La casa delle tre ragazze (Das Dreimäderlhaus), regia di Ernst Marischka (1958). Basato sull'operetta Das Dreimäderlhaus.
- Der Zarewitsch, regia di Arthur Maria Rabenalt (1973) con Teresa Stratas e Wieslaw Ochman - Deutsche Grammophon DVD.  Basato sull'operetta Der Zarewitsch.